# Unbreakable Kimmy Schmidt
Unbreakable Kimmy Schmidt és una sitcom per a Web TV creada per Tina Fey i Robert Carlock, i protagonitzada per Ellie Kemper en el paper principal. Es va estrenar el 6 de març de 2015 a Netflix i va durar quatre temporades, acabant-se el 25 de gener de 2019. El maig de 2019, es va informar que la sèrie tornaria amb un especial interactiu el 2020.
La sèrie segueix a Kimmy Schmidt (Kemper) mentre s'ajusta a la vida després de ser rescatada d'un culte religiós del dia final al poble fictici de Durnsville, Indiana, on ella i unes altres tres dones van estar retingudes pel Reverend Richard Wayne Gary Wayne (Jon Hamm) durant 15 anys. Decidida a no ser més una víctima, Kimmy decideix reiniciar la seua vida traslladant-se a Nova York.